# Rouilly-Saint-Loup

Rouilly-Saint-Loup este o comună în departamentul Aube din nord-estul Franței. În 1 ianuarie 2022 avea o populație de 536 de locuitori.